# Вірусологічна теорія еволюції
Вірусологічна теорія еволюції —  еволюційна теорія, яка вважає головним чинником спадкової мінливості не радіоактивність або інші чинники, а зараження вірусом, що змінює спадковість зараженого організму.
Вірус, як відомо, здатний переносити значну кількість генетичного матеріалу і тим самим викликати різку, стрибкоподібну зміну відразу багатьох ознак того чи іншого виду. На даний момент достовірно підтверджено наявність у вірусів  мігруючих (мобільних генів) у вигляді  ретротранспозонів. Наприклад це Ty-елемент у дріжджів, Copia-елемент у дрозофіли, родина THE-1 і HERV / RTLV у людини. Загалом же поширеність ретротранспозонів така: у  кукурудзи 49-78% геному складається з ретротранспозонів, у  пшениці близько 90% генома представлені повторюваними послідовностями, з них 68% — елементами, що переміщують. У  ссавців, практично половина геному (45-48%) складається з транспозонів або залишків транспозонів . Приблизно 42% генома людини складається з ретротранспозонів, і близько 2-3% з ДНК-транспозонів.
Механізм подібної заміни генів здійснюється за допомогою ферменту, що отримав назву « зворотної транскриптази». Даний фермент був відкритий в 1970 році  Теміном i  Балтімором> Незалежно один від одного. Після проникнення вірусу в клітину зворотна транскриптаза здійснює синтез спочатку одноланцюгової компліментарної ДНК, а потім, за її матрицею — дволанцюгову ДНК-копію.
Дана теорія краще дозволяє пояснити одночасне виникнення достатнього числа особин нового виду зі старого.
Схожу концепцію розвивав генетик  Віталій Кордюм. У монографії «Біосфера та еволюція» він стверджував провідне значення горизонтального переносу генів в еволюційному процесі. Однак горизонтальний перенос здійснюється не тільки за допомогою вірусу, а цілим класом  мобільних елементів.